# 牧瀬恒二
牧瀬 恒二（まきせ つねじ、1909年 - 1996年）は、沖縄問題著述家。

## 生涯
東京大学経済学部中退。沖縄事情研究会『沖縄事情』主幹であった。

## 著書
- 革命と歴史 1958. 三一新書
- 新聞の論理 ジャーナリズムの二つの顔 1960. 三一新書
- 27度線の沖縄 新日本出版社、1963.
- 沖縄返還運動 その歴史と課題 労働旬報社、1967.
- 沖縄と米日独占資本 沖縄経済を中心として 汐文社、1968. 解放新書
- 沖縄三大選挙 1970年問題と沖縄 労働旬報社、1969.
- 日本史の再発見としての沖縄の歴史. 全5冊 汐文社、1970-71. 解放新書
- 沖縄の歴史を歩く 汐文社、1973.

## 共編著
- 資料沖縄問題 岡倉古志郎共編. 労働旬報社、1969.
- 沖縄事情 1970～1971 編著. 這松舎、1992.10.
- 沖縄事情 1972～1973年 編著. 這松舎、1993.1.
- 沖縄事情 1974～1975年 編著. 這松舎、1993.4.
- 沖縄事情 1976～1977年 編著. 這松舎、1994.1.
- 沖縄事情 1980-1981 編著. 這松舎、1997.11.

## 参考
- 「日本史の原点としての沖縄史」著者紹介